# Музеји у Нишу
Музеји у Нишу су културне и научно образовне установе у овом граду, настале као потреба да се богато културно историјско наслеђе са простора Ниша и његове шире околине, прикупи, конзервира, изучи, депунује и на адекватан начин представи домаћој и иностраној јавности.

## Историја
Музејска делатност у Нишу зачета је током 19. века, након повећаног интересовања страних путописаца за Србију и након добијања унутрашње самоуправне границе добијене хатишерифом из 1830. и 1833. године. Прикупљајући податке о прошлости Србије они су полако почели да презентују своја истраживања још у време Османлија. Међу њима су били најзначајнији Ламартин који је 1833. објавио податке о Ћеле-кули, а седам година касније и Немац Ами Буе, који је писао етнографском богатсву југоисточне Србије и нишког краја.
Главна покретачка снага за оснивање музеја у Нишу представљало је Музејско друштво, чији су најактивнији и најистакнутији чланови били његови оснивачи (Адам Оршић Славетић, Рудолф Братанић, Боривоје Гојковић, Александар Ненадовић и Боривоје Поповић). Они су по први пут у Нишу основали гардски  музеј под именом Историјски музеј Ниш.

## Списак музеја
| Слика | Назив музеја - изложбеног простора         | Опис |
| ----- | ------------------------------------------ | --- |
|       | Народни музеј                              | Основала је 1. априла 1933. године од групе нишких музеолошких ентузијаста окупљених око (исте године године, основаног) Музејског друштва, под именом Историјски музеј. Првих месеци постојања Музеј је привремено био смештен у згради Учитељског дома. Прву музејску изложбу приказану у овом објекту видело је неколико хиљада посетилаца. Шест месеци након свог оснивања (22. октобра 1933), музеј је пресељен у кућу Христодулуових тада називану и Христодулов конак. Други светски рат прекинуо је једну од најпродуктивнијих етапа у развоју музеја. У току савезничко бомбадовање Ниша, огромну штету претрпео је град и његово становништво а 2. септембра 1944. године, и зграда музеја која је страдала од директног поготка бомбе, која је том прилико уништила велики број прикупљених артефаката. Првобитна зграда музеја обновљен је 1945. године, али не и њена етнографска збирка артефаката која је у ратном вихору потпуно изгубљена, док су друге збирке биле преполовљене. Тада је и званично отворен под именом Историјско–етнографски музеј града Ниша. Назив Народни музеј Ниш, ова установа добила је 1947. Њен први задатак је био да обнови музејске поставке и анимира свест код грађана о потреби за сакупљањем старина. Поред откупа и поклона, настао је перио у коме су се музејске збирке, поред откупа, поново попуњавале и путем археолошких истраживања. Музеј је 1950. године пресељен у нове просторије у улици Станка Пауновића (данас улици Милојка Лешјанина) у којима се налази и данас. У овој згради смештено је историјско одељење под називом Музеј НОБ-а, а у згради бивше банке, једноспратној згради саграђеној 1894. године у нео-класичном стилу, у улици Петог конгреса (данас улици Николе Пашића), изложена је стална археолошка поставка музеја. |
|       | Археолошка изложба Народног музеја Ниш     | Збирка има експонате из времена праисторије који су пронађени у околини града Ниша. Највећи број експоната је из касноантичког времена са архолошког локалитета Медијана који се налази у Нишу. Византијски и средњовековни период су такође заступљени (као што су портрет византијске царице и стари српски накит из 12. века са локалитета Св. Пантелејмон). |
|       | Музеј Медијана                             | Медијана, римска Медијана (лат. Mediana) данас археолошки локалитет у источном делу Ниша, на пола пута за Нишку Бању, у време владавине цара Константина Великог, римско насеље или комплекс летњих резиденција типа урбаних вила и велико пољопривредно газдинство, отвореног типа, покрај пута, који је од Наиса водио ка истоку, према Сердици и даље према Константинополису. Насеље је настало на самом крају 3. или почетком 4. века. Од римске Медијане треба разликовати археолошко налазиште „Медијана групе“ (главно археолошко налазиште из бронзаног доба у насељу Брзи Брод, која је у непосредној близини римске Медијане). |
|       | Музеј Ћеле Кула                            | Настао је у оквиру споменик из Првог српског устанка који је у знак одмазде тадашња турска власт у Србији изградила од лобања, погинулих српских ратника, предвођених Стеваном Синђелићем, у бици на Чегру. Налази се на 4 од центра Ниша, на путу ка Нишкој Бањи. Данас је овај музејски објекат сврстан у споменике културе од изузетног значаја за Републику Србију |
|       | Музеј здравствене културе — Пастеров завод | Основан је 1962. године у згради бившег Пастеров завод из 1900. године. Једина је државна музеолошка установа те вресте не само у Србији већ и шире на Балканском полуострву. Поставка музеја сведочи о развоју српске медицине и здравствене културе у Србији од њеног ослобођења од Османлијског царства до данашнњих дана. У погледу коришћења репозиторијума здравствених институција као иницијалних фондова, највише су коришћени сачувани експонати из Пастеров завод у Нишу, почев од медицинске опреме, инструмената, мобилијара, фотографија и појединачних сачуваних докумената и других предмета. |
|       | Музеј логор 12. фебруар                    | Меморијални комплекс 12. фебруар, познатији као Логор на Црвеном Крсту састоји се од централне зграде затвора, три помоћне зграде, четири стражарске кућице, две куле осматрачнице и два торња. Централна логорска зграда има два спрата и поткровље на ком се налазило 20 самица. У приземљу се налази сто и клупе као и сено на коме су логораши спавали. У поткровљу се налазе 20 самица, а у некима од њих је под био покривен бодљикавом жицом. И данас се још увек се на зиду могу видети аутентничне поруке које су логораши исписивали. Поруке говоре о неким логорашима и датуму када су отишли у Немачку. |
|       | Дигитални музеј                            | Дигитални музеј, као једна од сталних изложбених поставки Народног музеја у Нишу, реализована је 24. августа 2015. године у згради бившег турског арсенала у Нишкој тврђави. Пратећи, савремени тренд оснивања нтерактивних модел музеја у Европи, код едукатора у Народном музеју Ниш, јавила се идеја да, у сарадњи са Електронским факултетома из Ниша, осмисле, организује и реализује савремени едукацијски програм музеја, уз помоћ информационих технологија, и да на тај начин културну баштину Ниша прикаже на нов начин, уз помоћ 3Д анимација и апликација, слика и тонова, и још више је приближи сваком посетиоцу. |
|       | Нишвил џез музеј                           | Нишвил џез музеј (енгл. Nisville Jazz Museum) је прва невладина институција културе (у оснивању), те врсте у Србији, која је свечано отворена у Нишкој тврђави у простору старог турског Хамама, 3. августа 2018. године, у време одржавања традиционалног 35. по реду Нишвил џез фестивала („Нишвил 2018.”). Музеј се оснива као посебан културни садржај града Ниша и облик промоције историје џеза, и Нишвил џез фестицвала као јавне градске манифестације Ниша, коју је Министарство културе Републике Србије прогласило манифестацијом од националног значаја, и која је за своје активности добила бројне награде као културни догађај. |